# Oklo
Oklo é uma região próxima à cidade de Franceville, na província de Haut-Ogooué no Gabão, país situado na África Central. A descoberta em setembro de 1972 de reatores de fissão nuclear naturais nas minas de urânio lá situadas despertou a curiosidade e interesse dos cientistas.

## História
O Gabão ainda era uma colônia francesa quando exploradores da Comissão de Energia Atômica descobriram urânio na região em 1956. A França imediatamente ordenou a abertura de minas, que seriam operadas pela COMUF (Companhia das Minas de Urânio de Franceville), próximas a vila de Mounana para explorar as vastas quantidades identificadas do mineral. O Estado do Gabão recebeu uma parcela minoritária da companhia.
Por 40 anos a França extraiu urânio do Gabão. Após extraído o mineral era usado para geração de energia para a França e boa parte da Europa e os mineradores diziam que era graças a eles que os trens de alta velocidade (TGV) franceses podiam funcionar. Atualmente a mina não oferece mais o minério e encontra-se fechada.
Existem fortes evidências geoquímicas de que os depósitos de urânio de Oklo comportavam-se como reatores de fissão nuclear naturais no período Pré-Cambriano: parte do urânio extraído possuía concentrações de U235 mais baixas do que o esperado, como se já estivessem estado em um reator. Geólogos descobriram que ele havia sido um reator há dois bilhões de anos. Naquele período o urânio natural possuía uma concentração de U235 de apenas 3%, e pode ter chegado a um estado crítico, tendo a água natural como um moderador de nêutrons.